# Aviemore
Aviemore (gael. An Aghaidh Mhòr) – miejscowość w Szkocji. Znajduje się w Highlands w okolicach drogi A9. Znajduje się tu jeden z popularniejszych ośrodków sportów zimowych.

## Większe imprezy
- w dniach 22-27 lutego 1976 roku odbyły się tu Mistrzostwa Świata Juniorów w Curlingu.
- w dniach 24-26 sierpnia 1976 roku odbyły się tu Mistrzostwa Świata w Biegu na Orientację.
- w 1978 roku odbyły się tu Mistrzostwa Europy w Curlingu

## Galeria

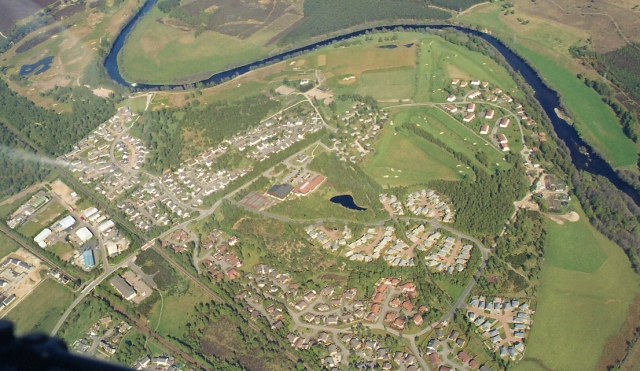
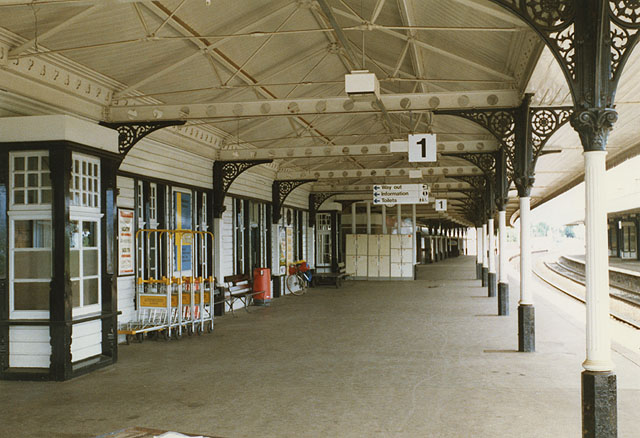
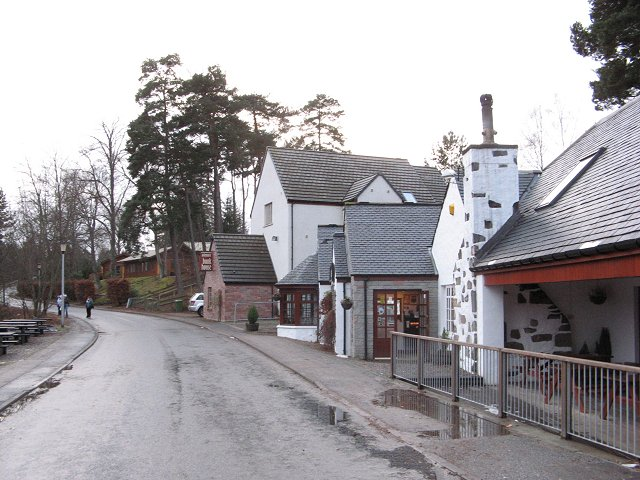